# Жук музейний
Жук музейний або шкіроїд музейний (Anthrenus museorum) — вид жуків родини Шкіроїди (Dermestidae).

## Поширення
Природно вид поширений в Європі, Північній Азії та Північній Америці. Завезений в інші регіони разом із зерном, рослинними продуктами та гербарієм, шкіряними та хутровими виробами.

## Опис
Довжина тіла жука 2,2-3,5 мм. Самці трохи дрібніші за самиць. Лусочки на тілі трикутні, короткі, з найбільшою шириною біля своєї вершини. Забарвлення лусочок, що утворюють фон на надкрилах, чорне. На цьому ж фоні проходять 3 неправильних хвилястих перев'язі з білих і світло-коричневих лусочок. Передньоспинка зверху покрита чорними або темно-коричневими лусочками. Щиток добре помітний. Вусики складаються з 8 члеників. Останні 2 членика утворюють булаву.
Личинка завдовжки до 6 мм, покрита довгими волосками; харчується пером, вовною; пошкоджує хутра, опудала птахів і звірів, сухих комах в колекціях.